# Курганка (село, Липецкая область)
Курга́нка — село в Тербунском районе Липецкой области. Входит в состав Кургано-Головинского сельсовета.

## География
Расположено на правом берегу реки Курганки в восьми километрах северо-западнее районного центра Тербуны.

## История
Основана в XVIII веке, впервые упоминается в документах 1778 года как сельцо Курганка. Название — по реке Курганке, имя реки — по находящимся поблизости курганам.

## Население
| 2009 | 2010 |
| ---- | ---- |
| 56   | ↘42  |